# Ratardinae
Los ratardinos (Ratardinae) son una subfamilia de lepidópteros ditrisios de la familia Cossidae con los siguientes géneros.
Antes se la consideraba una familia separada. La taxonomía aun necesita más estudio.
Se encuentra en el sudeste de Asia. Sus especies son sumamente escasas.

## Algunos géneros
Hay 13 géneros.
- Callosiope
- Ratarda
- Shisa
- Sumatratarda